# Дамир Бурић
Дамир Бурић (Пула, СФРЈ, 2. децембар 1980) је хрватски ватерполиста. Тренутно наступа за Раднички Крагујевац. Игра на позицији бека.
Са репрезентацијом Хрватске је освојио бронзане медаље на светским првенствима 2009. у Риму и 2011. у Шангају и златну медаљу на Европском првенству 2010. у Загребу.